# Vaftrúdnir

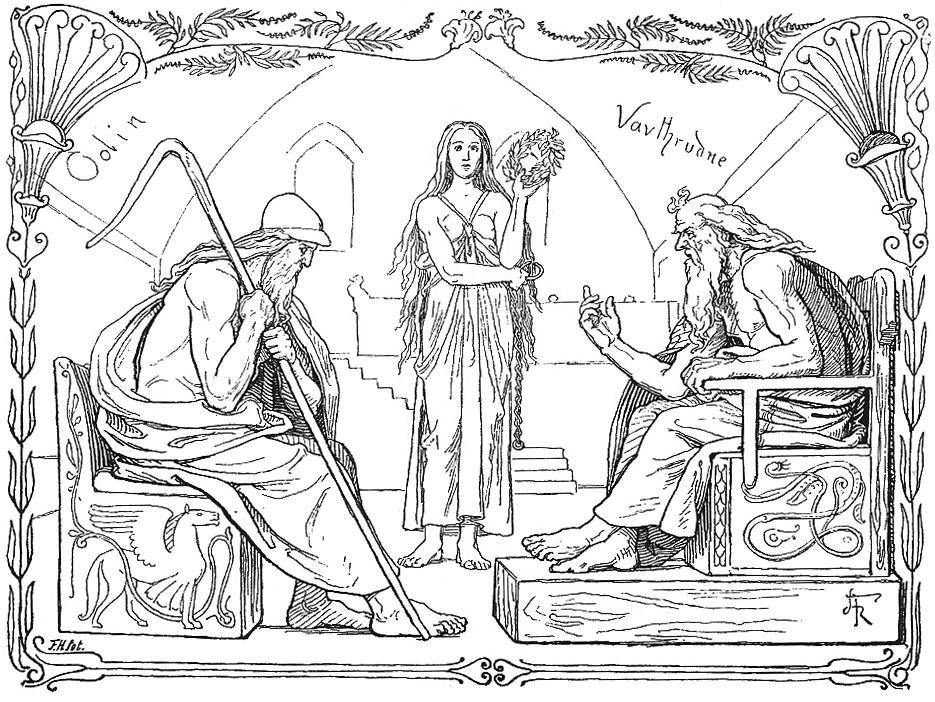
Odin i Vaftrúdnir jugant al joc de la saviesa (1895), per Lorenz Frølich.

En la mitologia nòrdica, Vaftrúdnir o Vaftrudni (en norrè Vafþrúðnir) és un ètun savi descrit per la deessa Friga, a la segona estrofa dels Vafþrúðnismál com el més sapientíssim de tots els ètuns. Aquesta caracterització de l'ètun Vaftrúdnir és repetida, poc després, a la cinquena estrofa del poema, pel narrador. Apareix esmentat tant a l'Edda poètica com a l'Edda en prosa. A l'Edda poètica apareix al poema Vafþrúðnismál, en el qual el déu Odin el visita per posar a prova la celebèrrima saviesa de l'ètun. Es desafien a un joc de preguntes en què el qui no en pugui respondre una no només perd el joc sinó també la vida. L'Odin finalment guanya preguntant al Vaftrúdnir què li va xiuxiuejar l'Odin a l'orella al cadàver del seu fill Baldre, abans d'encendre la seva pira funerària. En Vaftrúdnir no sabia la resposta, ja que només la podia conèixer l'Odin mateix i en Baldre (als seus estatges de Hel), i d'aquesta manera fou derrotat i, tot seguit, mort per l'Odin.
En Vaftrúdnir també és esmentat al capítol 5 de la Gylfaginning, un dels llibres constituents de l'Edda en prosa.

## Remarques
1. ↑  «Macià Riutort i Riutort: ÍSLENSK-KATALÓNSK ORÐABÓK L - DICCIONARI ISLANDÈS-CATALÀ L». [Consulta: 26 maig 2024]. «Vaf·þrúðnir <m. -þrúðnis, no comptable>:
<MITOL> Vafþrúðnirm, Vaftrúdnir m»
2. ↑  Neutre plural. Per tant, cal referir-s'hi sempre com a plural i dir: Els Vafþrúðnismál.
3. ↑  við þann inn alsvinna iǫtun. L'adjectiu alsviðr (alsvinnr) significa sapientíssim, completament savi
4. ↑  Fór þá Óðinn, ǀ at freista orðspeki ǁ þess ins alsvinna iǫtuns.